# Okakarara
Okakarara es una ciudad de la región Otjozondjupa en Namibia. En agosto de 2011 tenía una población censada de 4709 habitantes.
Se encuentra ubicada en el centro-norte del país, cerca del parque nacional de Waterberg.